# АГ20
«АГ20» — вездеход-амфибия на шинах сверхнизкого давления. Главным конструктором вездехода является Алексей Гарагашьян, ранее разработавший вездеход  «Шерп». Название «АГ20» расшифровывается как Алексей Гарагашьян, двадцатый вездеход.
В 2019 г. был выпущен прототип вездехода АГ20, в настоящее время производится серийно компанией «Норд Хантер».

## Особенности конструкции
В техническом плане «АГ20» во многом похож на своего предшественника — «Шерпа» (модели «Про» и «Макс»), но в то же время, имеет ряд отличий.
Оба вездехода имеют герметичный кузов, сделанный из высокопрочной стали и алюминиевых сплавов, бортоповоротную конструкцию, бескамерные шины сверхнизкого давления и пневмоциркуляционную подвеску с подкачкой колес выхлопными газами. «АГ20» также имеет среднемоторную компоновку, в качестве силового агрегата выступает 1,5-литровый дизельный двигатель Kubota v1505-t/e3b мощностью 44,3 л.с. Расход  топлива составляет 2-3 литра в час в зависимости от типа грунта.
По сравнению с «Шерпом Про», АГ20 имеет более просторный и комфортабельный салон, рассчитанный на длительные путешествия. Вместо рычагов установлен штурвал, на который, выведены кнопки основных органов управления. Центральное место на штурвале занимает планшетный компьютер с сенсорным 15-дюймовым экраном. Все окна в «АГ20» имеют двойное остекление, боковые передние окна распахиваются, а не сдвигаются как на «Шерпе». На крыше вездехода может быть установлена трёхместная палатка.
В техническом плане вездеход также имеет существенные отличия. Бортовые цепи находятся в герметичных масляных ваннах. Крутящий момент передается от двигателя через 5-ступенчатую коробку передач в два планетарных механизма поворота посредством двух карданных валов, а не промежуточной цепной передачи, как это было на «Шерпе». Нагрузка на выходные валы коробки передач по сравнению с «Шерпом» уменьшена в 2,5 раза. Для лучшего охлаждения установлен радиатор большего размера от Toyota Land Cruiser. Вместо шерповских шин размером 1600х600-25", в прототипе АГ20 сперва были использованы шины фирмы «Тром», размером 1650х570-25". В настоящее время на вездеход устанавливаются шины АГ2, размером 1600х600-25", также разработанные Алексеем Гарагашьяном.

## Технические характеристики
- Длина, мм — 3980
- Ширина, мм — 2530
- Высота, мм — 2580
- Колёсная база, мм — 2200
- Клиренс, мм — 600
- Кузов — алюминиевый
- Рама-лодка — коробчатая, стальная
- Двигатель — Kubota v1505-t/e3b
- Тип топлива — дизель
- Объём, см³ — 1498
- Максимальная мощность, л.с. — 44,3
- Коробка передач — 5-ступенчатая, механическая
- Подвеска — пневмоциркуляционная
- Объём грузопассажирского отсека, м³ — 5,5
- Мест — 4-11 (в зависимости от исполнения салона)
- Спальных мест — 5
- Теплоизоляция — 40 мм
- Остекление — двойное
- Максимальная скорость, км/ч — 45
- Минимальная скорость, км/ч — 1,5
- Скорость на воде, км/ч — 6
- Крутизна преодолеваемого подъёма, градусов — 35
- Тип шин — бескамерные, сверхнизкого давления
- Размер шин — 1650 х 570 — 25", 1600 х 600 — 25"
- Расход топлива, л/ч — 2-3 (в зависимости от типа грунта)
- Объем топливных баков, л — 400 (2х200) + возможна установка доп. баков в колёса общей ёмкостью 220 л

## Галерея

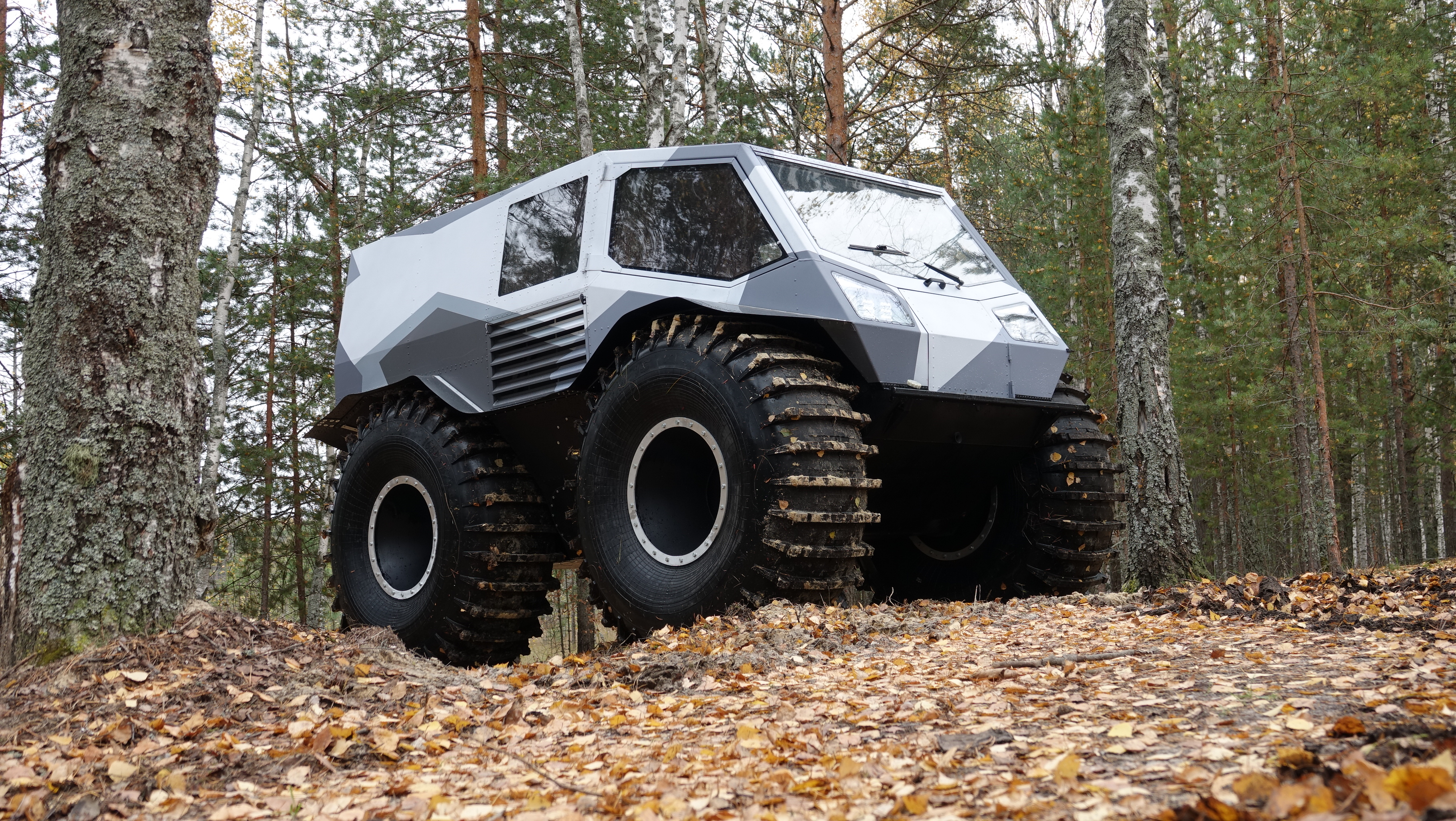
Общий вид
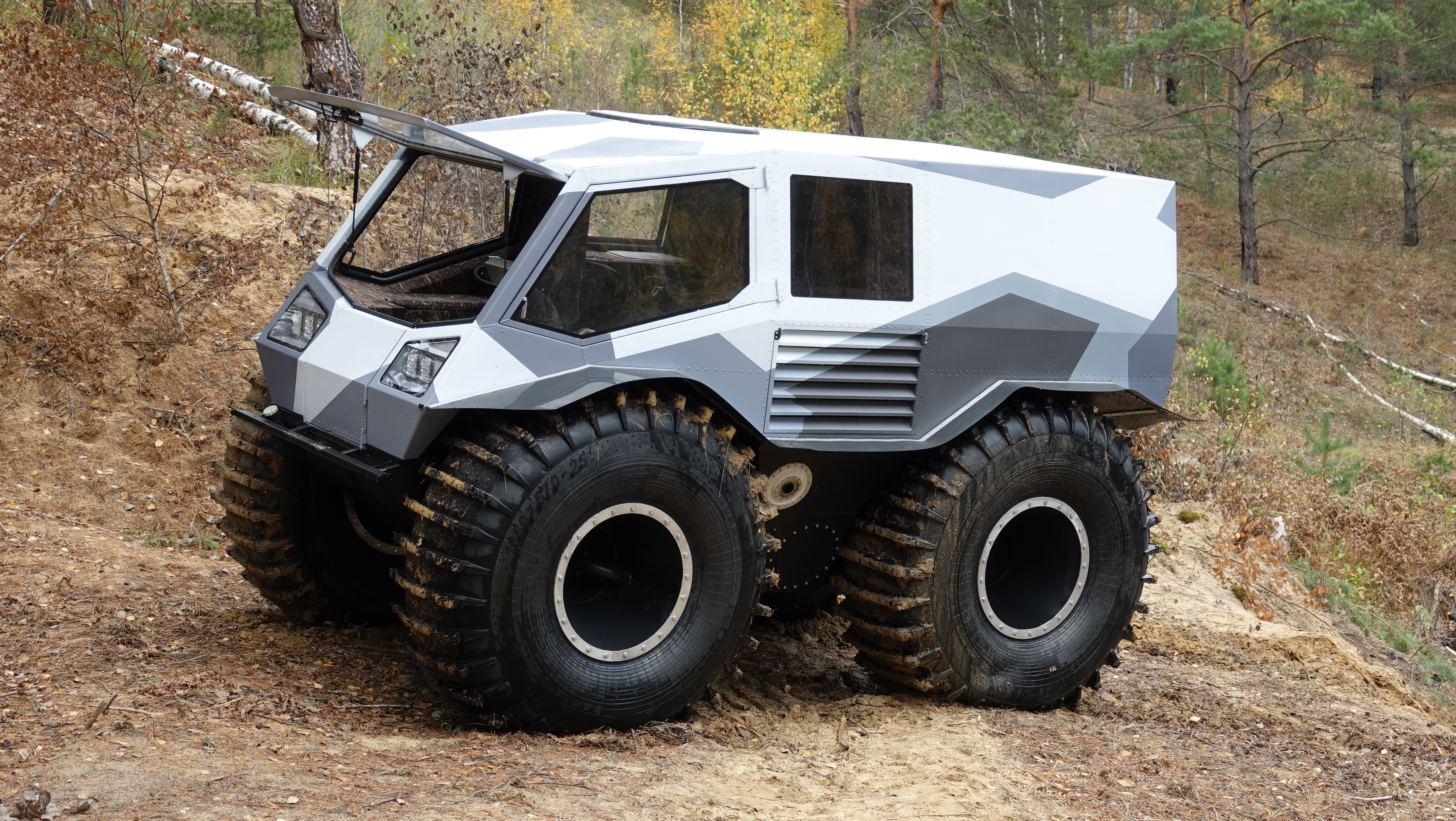
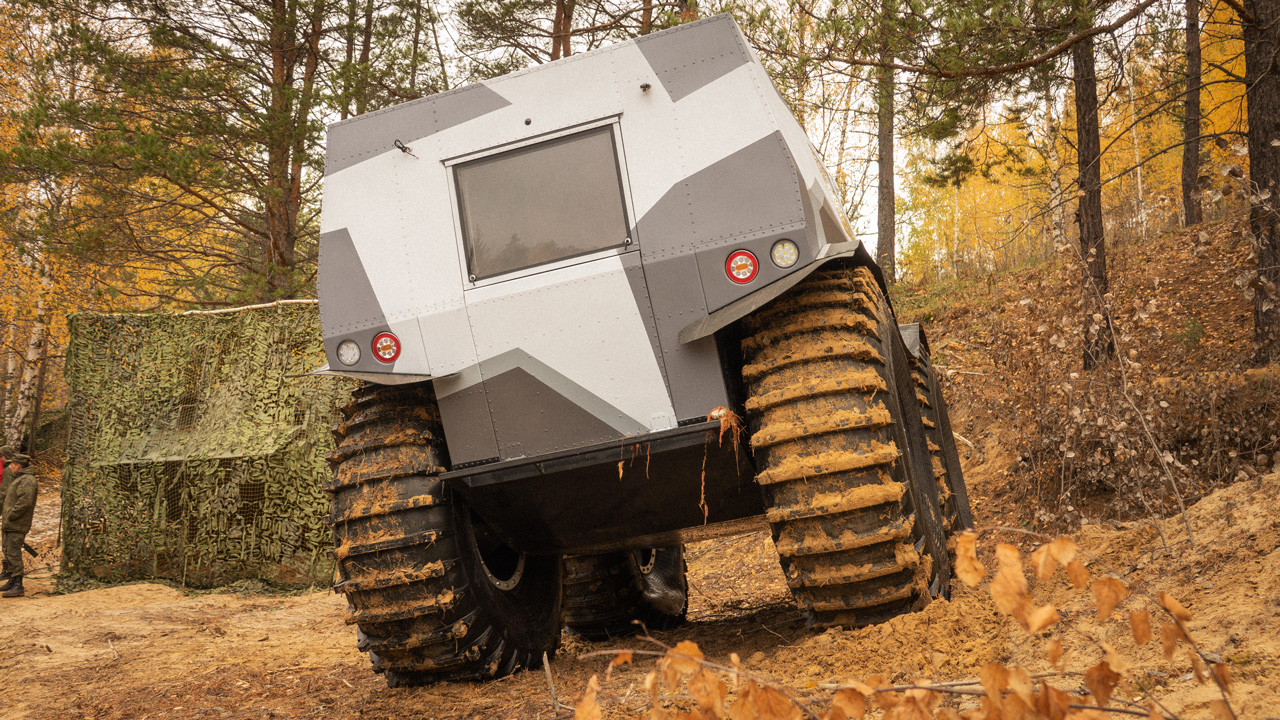
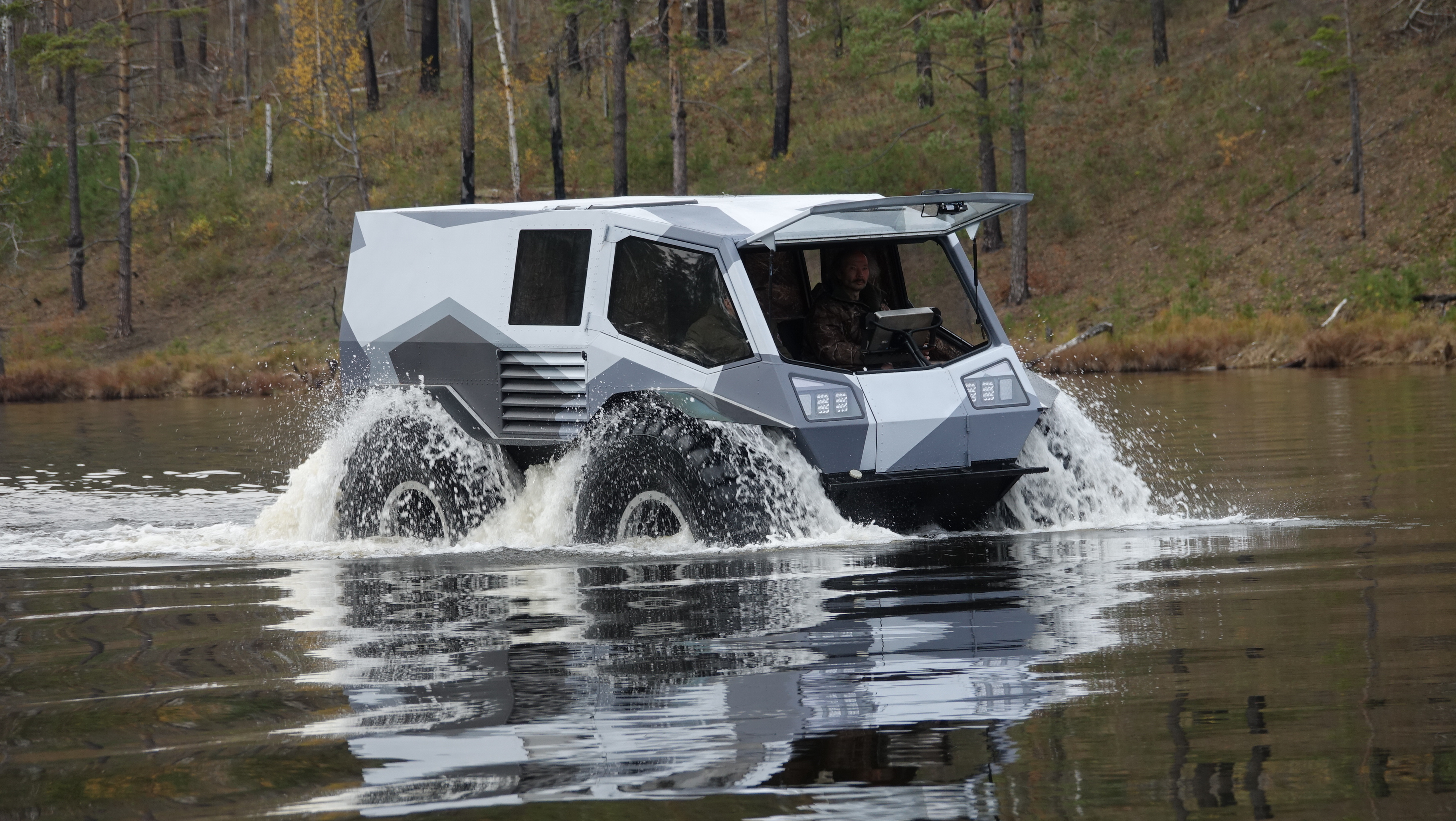
На плаву
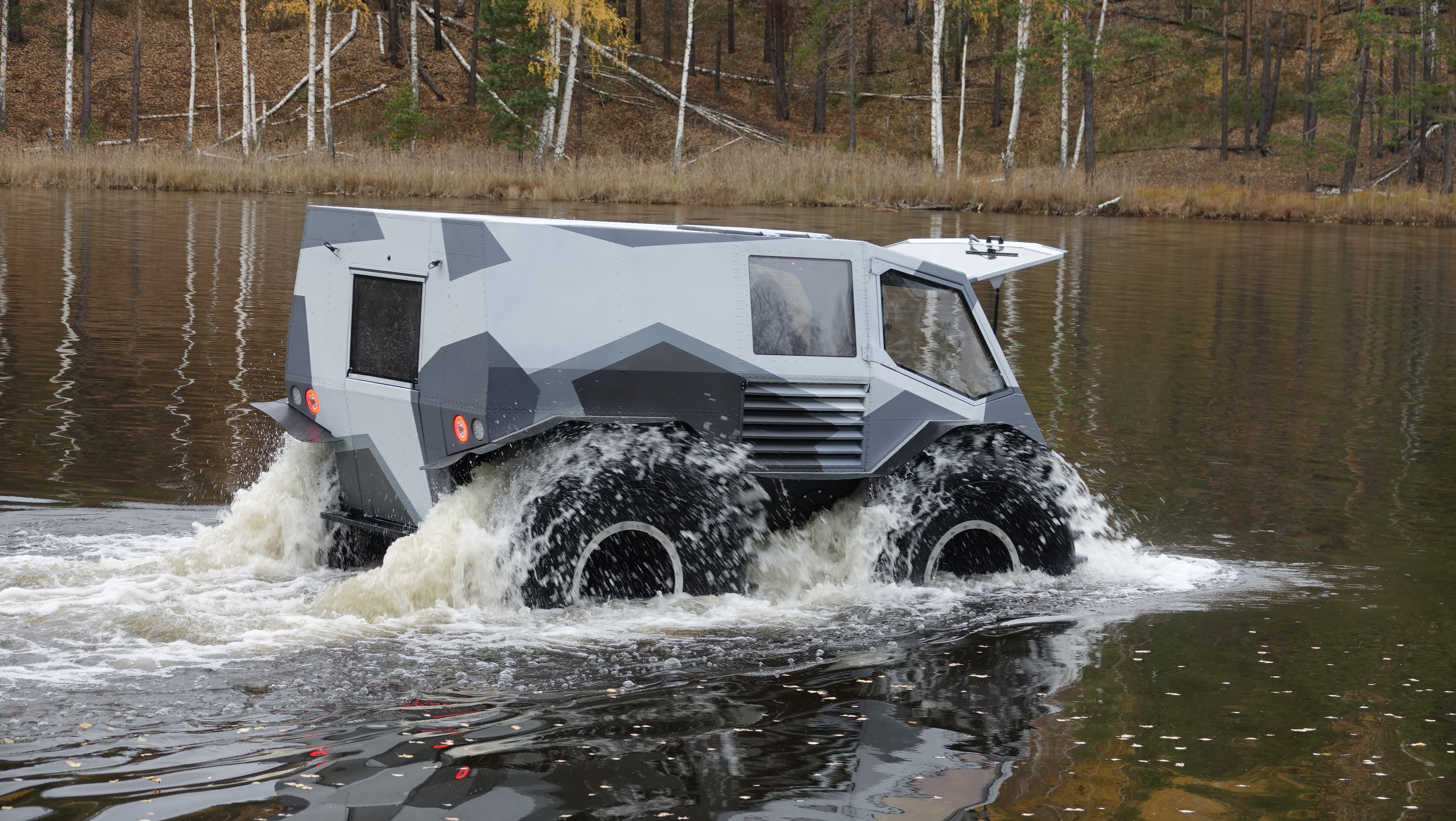
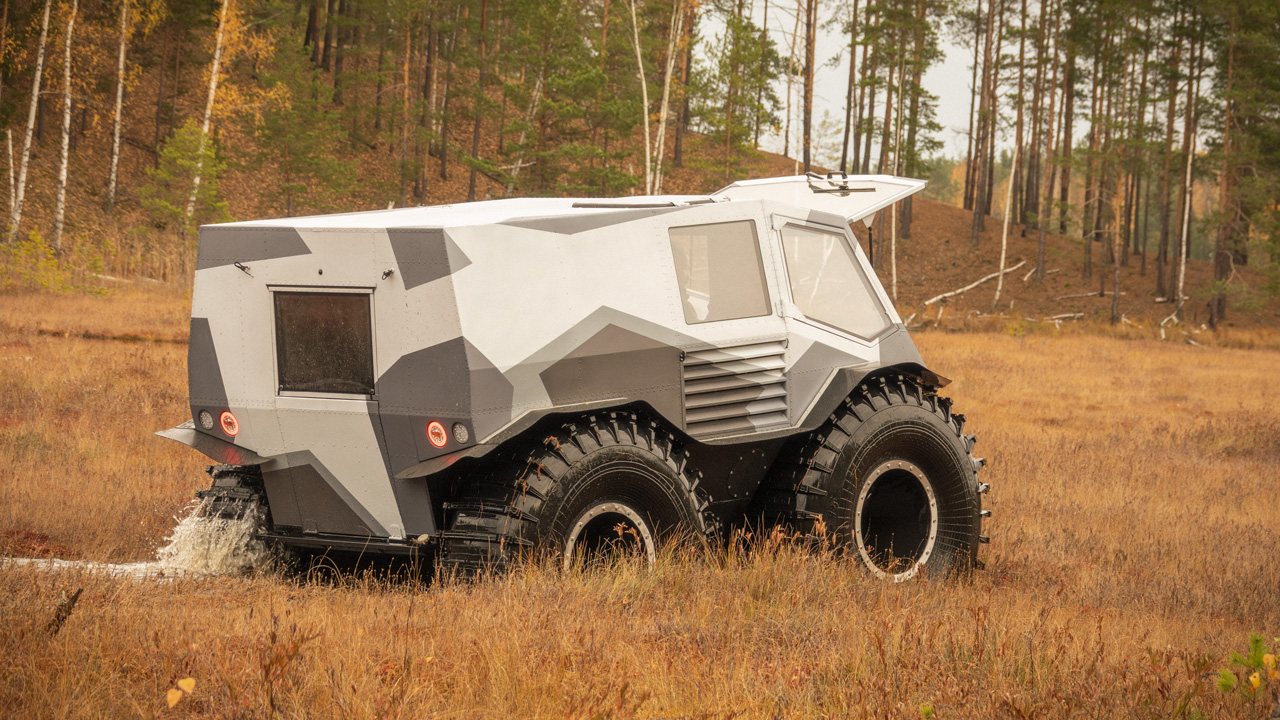
Движение по болоту
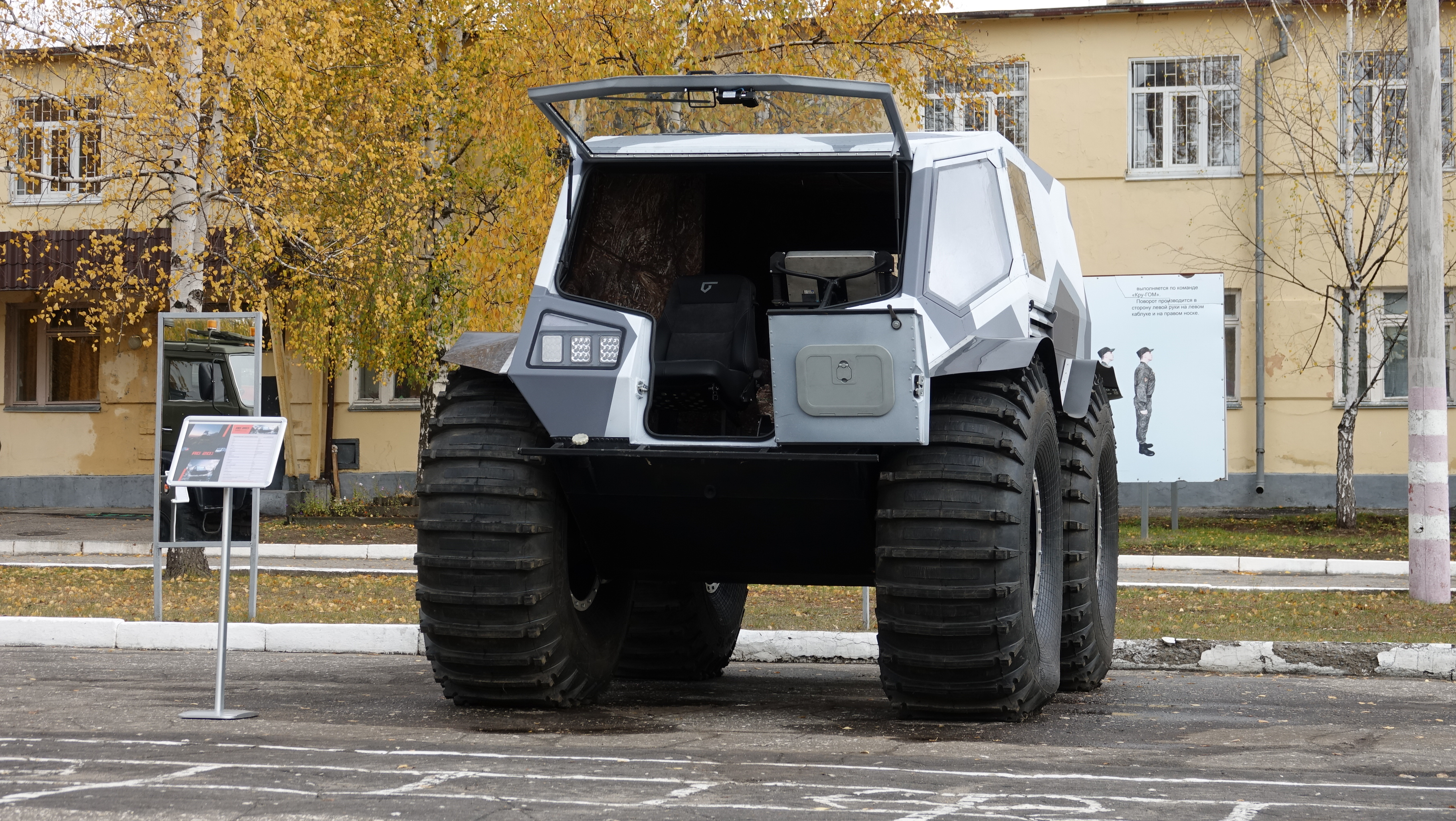
В отличие от «Шерпа» передняя дверца не откидывается вниз, а распахивается
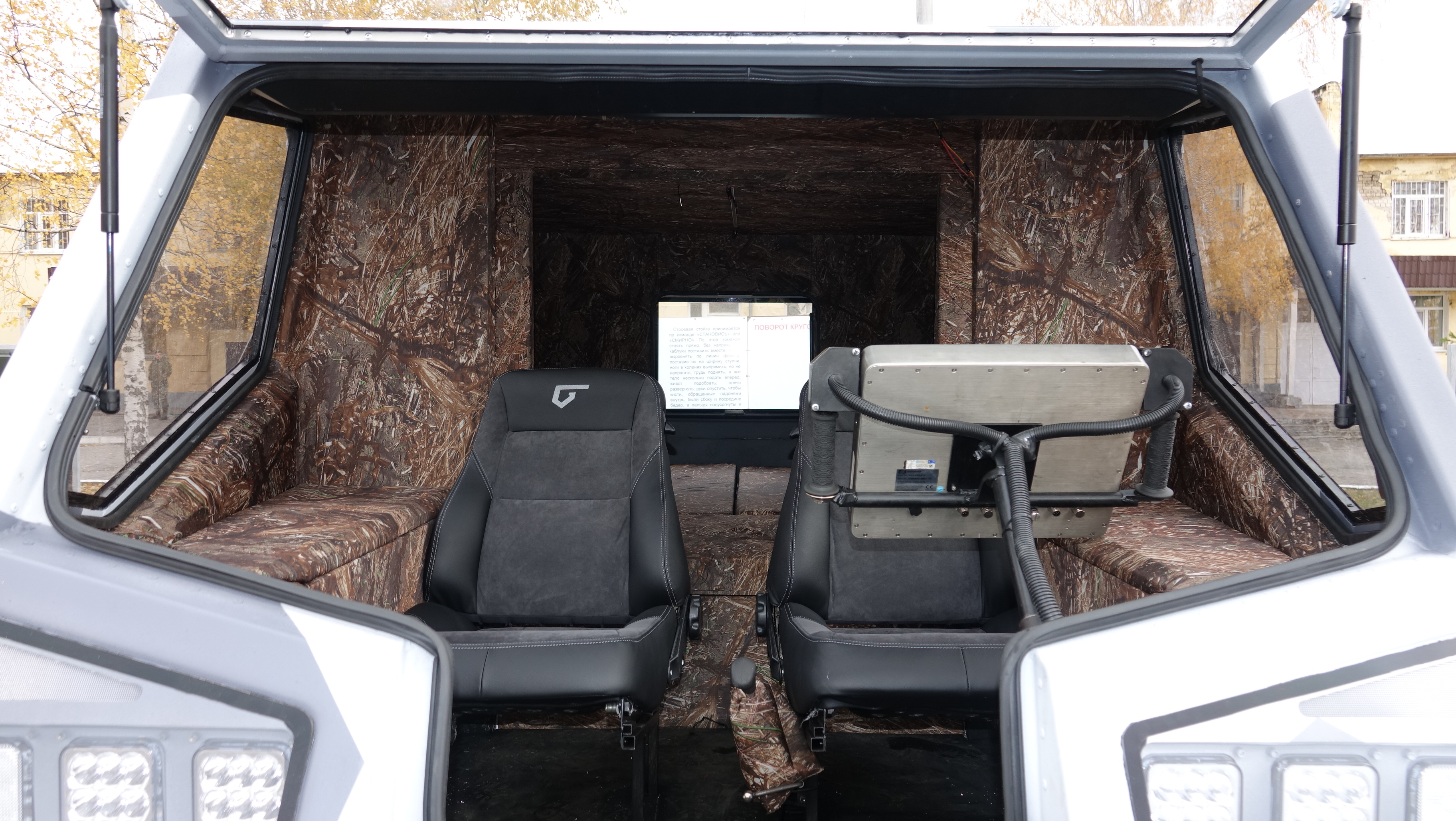
Салон АГ20. Вместо рычагов установлен штурвал, на котором центральное место  занимает планшетный компьютер.
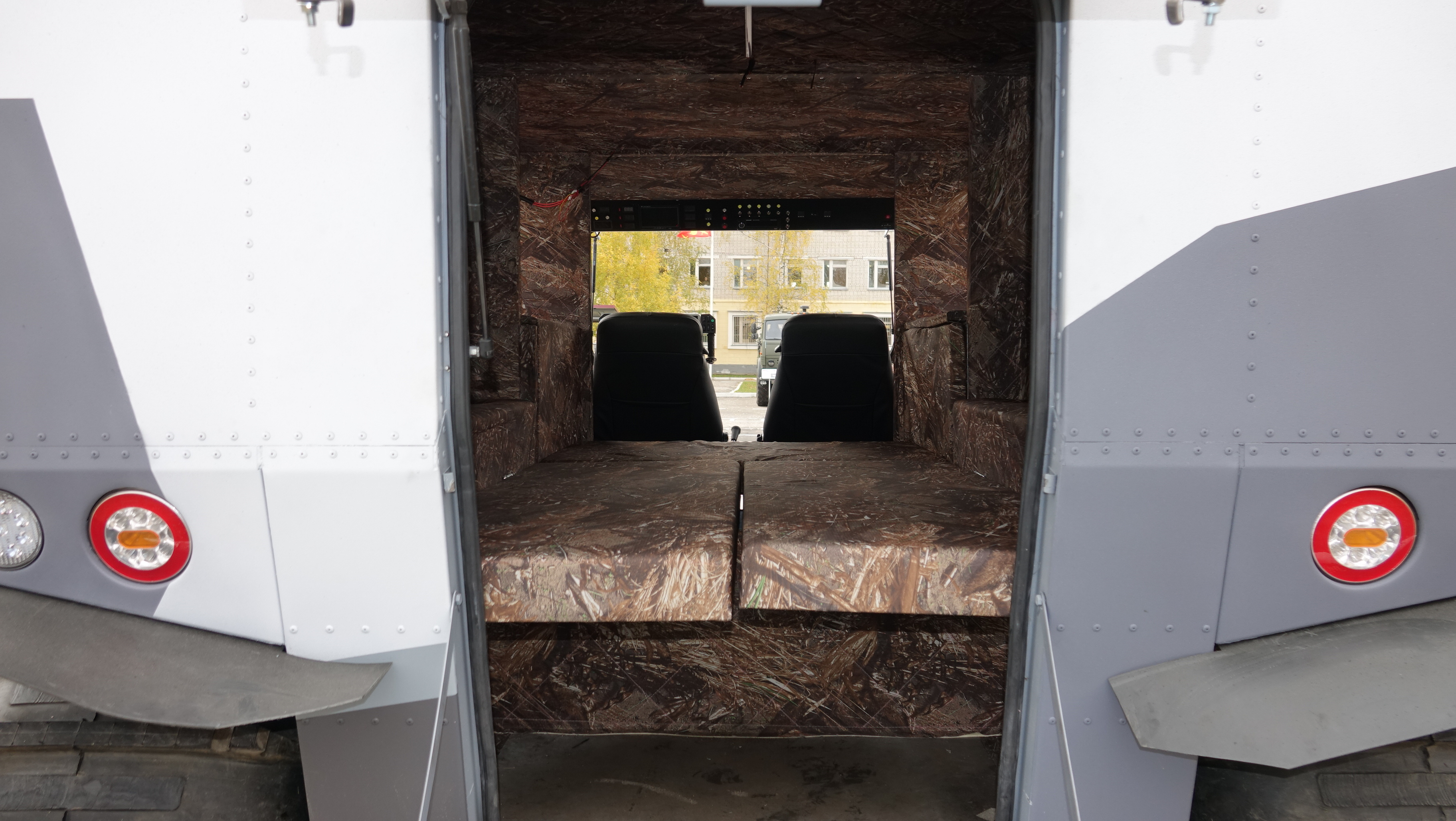
Спальные места
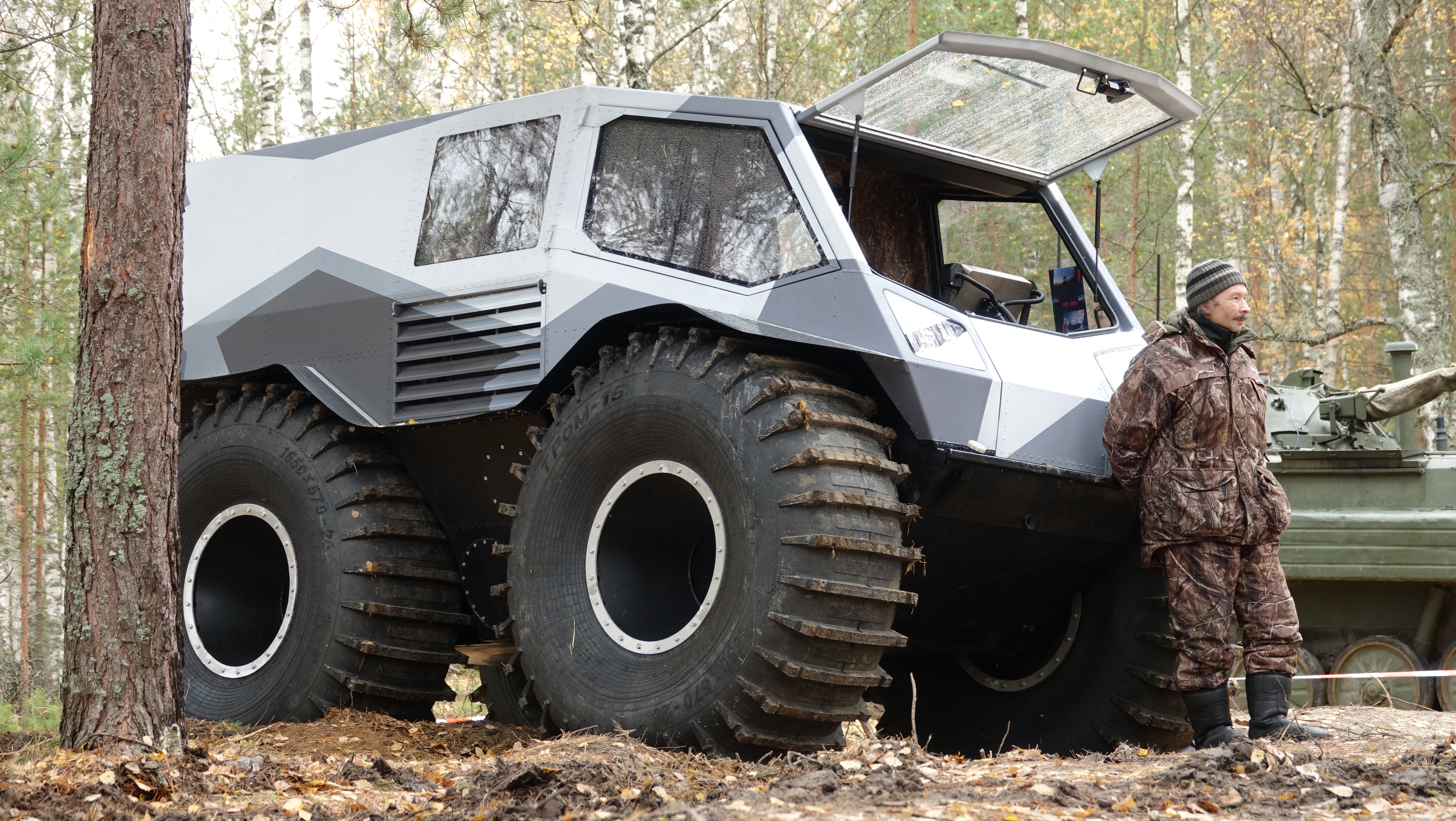
АГ20 и его конструктор Алексей Гарагашьян